# Clivage de l'objet
Le clivage de l'objet est une notion psychanalytique introduite par Melanie Klein et désignant un mécanisme de défense primitive contre l'angoisse.

## Description
Pour Melanie Klein, le mécanisme du « clivage de l'objet » est la défense la plus primitive qui soit contre l'angoisse : l'objet, que visent les pulsions érotiques et destructives, se trouve scindé entre un « bon »   et un « mauvais » objet dont les destins respectifs sont alors « relativement indépendants dans le jeu des introjections et des projections ». Selon Jean Laplanche et Jean-Bertrand Pontalis, le clivage de l'objet entre particulièrement en compte dans la position paranoïde-schizoïde en tant qu'il porte sur des objets partiels, tandis qu'il se retrouve dans la position dépressive où il porte sur l'objet total.
Le clivage des objets entraîne « un clivage corrélatif du moi en “bon” moi et “mauvais” moi », étant donné que pour l'école kleinienne, le moi est principalement « constitué par l'introjection des objets », est-il précisé dans le Vocabulaire de la psychanalyse.

#### Textes de Référence
- Melanie Klein,
  - « Personnification dans le jeu des enfants » (1929).
  - « Contributions à la psychogenèse des états maniaco-dépressifs » (1935), dans Essais de psychanalyse (1921-1945).
  - « Note sur quelques mécanismes schizoïdes » (1946), dans M. Klein, P. Heimann, S. Isaacs and J. Riviere (éd), Développements de la psychanalyse, PUF, 1968.

#### Études
: document utilisé comme source pour la rédaction de cet article.
- Willy Barranger, Position et objet dans l'œuvre de Melanie Klein, préface de Salomon Resnik, Éres, coll. la maison jaune, 1999  (ISBN 2-86586-698-X)
- Jean Laplanche et Jean-Bertrand Pontalis, Vocabulaire de la psychanalyse, Paris, PUF, coll. « Bibliothèque de la psychanalyse », 1984 (1re éd. 1967) (ISBN 2 13 038621 0), Quadrige, 2007,  (ISBN 2130560504) :  « clivage de l'objet », Vocabulaire de la psychanalyse, 1984, p. 67.
- Dans : Alain de Mijolla (dir.), Dictionnaire international de la psychanalyse, Paris, Calmann-Lévy, 2002 (ISBN 2-7021-2530-1); rééditions : Hachette-Littérature, 2005  (ISBN 9782012791459):
  - Robert D. Hinshelwood, « Clivage de l'objet », dans Dictionnaire international de la psychanalyse, 2005, p. 336-337.
  - Sophie de Mijolla-Mellor, « Clivage », dans Dictionnaire international de la psychanalyse, 2005, p. 335-336.